# Museu d'Art Modern de San Francisco
El San Francisco Museum of Modern Art (SFMOMA) és un museu d'art modern que es troba en San Francisco, Califòrnia. El SFMOMA, una organització sense ànim de lucre, alberga una col·lecció reconeguda internacionalment d'art modern i contemporani, i va ser el primer museu a la costa oest dedicat exclusivament a l'art del segle xx. La col·lecció actual del museu inclou més de 26.000 obres de pintura, escultura, fotografia, arquitectura, disseny, arts i mitjans de comunicació. El complex museístic va ser dissenyat per l'arquitecte suís Mario Botta.
La Biblioteca de Recerca del SFMOMA es va crear el 1935 i conté gran quantitat de recursos relacionats amb l'art modern i contemporani, incloent llibres, revistes, arxius d'artistes i gravacions de conferències. El museu també alberga un restaurant, Cafè Museu, i una cafeteria a càrrec de la Blue Bottle Coffee Company.

## Història
L'espectacular Museum of Modern Art és la pedra angular sobre la qual San Francisco ha fonamentat la seva fama com a important centre artístic. Creat el 1935 sota la direcció de Grace L. McCann Morley com a San Francisco Museum of Art amb l'objectiu d'exposar obres d'artistes del segle xx. El nucli d'aquest edifici d'estil modernista, creat per l'arquitecte suís Mario Botta, és la lluerna cilíndrica de 38 m de llarg que deixa entrar la llum fins al pati central de la primera planta. A les quatre plantes, que ocupen 4.600 metres quadrats, s'exhibeixen més de 23.000 obres d'art.
En els seus primers seixanta anys el museu va ocupar el quart pis de la War Memorial Veterans Building a l'avinguda Van Ness al Centre Cívic. Un regal de 36 obres d'art d'Albert M. Bender, inclòs El Portador de Flors(1935) de Diego Rivera, va establir la base de la col·lecció permanent. Bender donà més de 1100 objectes al SFMOMA durant la seua vida i dotà de fons del museu per a la primera compra d'aquest.

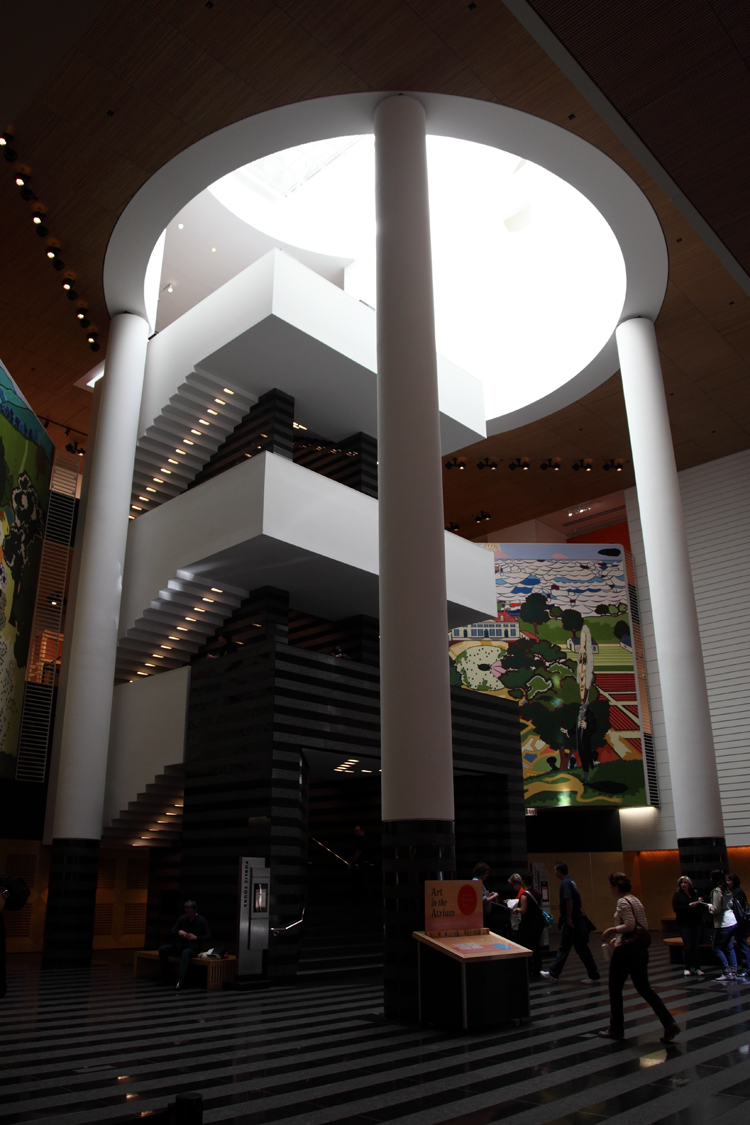
L'atri del Museu d'Art Modern de San Francisco

El museu va iniciar el seu segon any amb una exposició d'obres d'Henri Matisse. En aquest mateix any, el museu va crear la seua col·lecció de fotografies, convertint-se en un dels primers museus de reconèixer la fotografia com un art. El SFMOMA va celebrar la seva primera exposició d'arquitectura, titulada Telesis: Space for Living (Telesis: Espai de vida), el 1940. El museu es va veure obligat a traslladar-se a una instal·lació temporal al carrer Post el març de 1945 per donar pas a la Conferència de les Nacions Unides sobre Organització Internacional. El museu va tornar al seu lloc d'origen al juliol, amb la signatura de la Carta de les Nacions Unides. Més tard, aquest mateix any va organitzar la primera exposició de Jackson Pollock en solitari.
El director fundador Grace Morley dugué a terme projeccions de pel·lícules el 1937, just dos anys després d'obrir el museu. El 1946, Morley va portar el cineasta Frank Stauffacher per de fundar les influents sèries de pel·lícules Art in Cinema, que va durar nou anys. El SFMOMA va continuar la seua expansió en nous mitjans de comunicació amb el llançament el 1951 d'un programa de televisió quinzenal titulada Art en la teua vida. La sèrie, més tard reanomenada Discovery, va durar tres anys. Morley va posar fi als seus 23 anys com a director del museu el 1958 i fou succeït per George D. Culler (1958-1965) i Gerald Nordland (des de 1966 fins a 1972). El museu va saltar a la fama internacional sota la direcció de Henry T. Hopkins (1974-1986), afegint "modern" al seu títol el 1975. Des de l'any 1967, el SFMOMA honra a l'àrea de la Badia de San Francisco amb la seua biennial SECA Art Award.
A la dècada de 1980, sota Hopkins i el seu successor, John R. Lane (1987-1997), el SFMOMA establí tres nous llocs curatorials: conservador de pintura i escultura, curador d'arquitectura i disseny, i curador d'art mediàtic. Els càrrecs de director d'educació i director de fotografia van ser elevats de ple a les funcions curatorials. En aquest moment el SFMOMA va assumir un actiu programa d'exposicions especials, tant en l'organització i celebració d'exposicions itinerants
El gener de 1995 el museu va obrir la seua ubicació actual en 151 Third Street, al costat dels Yerba Buena Gardens al districte SOMA. Mario Botta, un arquitecte suís del Cantó de Ticino, fou qui va dissenyar la nova instal·lació valorada en seixanta milions de dòlars.
El museu va fer una sèrie d'importants adquisicions sota la direcció de David A. Ross (1998-2001), amb obres d'Ellsworth Kelly, Robert Rauschenberg, René Magritte i Piet Mondrian, així com la Font (1917/1964) de Marcel Duchamp. Sota la direcció actual de Neal Benezra, el SFMOMA ha vist un augment en el nombre de visitants com de membres, mentre continua la construcció de la seua col·lecció.

## Distribució
És un edifici format per 5 plantes. La tenda del museu, el Phyllis Wattis Theater, el cafè i l'espai per a esdeveniments es troben a la primera planta. El Loret Visitor Education Center i les exposicions permanents de pintura, escultura, arquitectura i disseny es troben a la segona planta. La tercera planta acull fotografies i exposicions temporals; a la quarta planta es pot contemplar art multimèdia, exposicions temporals i una terrassa escultòrica. A les sales de la cinquena planta es mostren treballs contemporanis de pintura i escultura

### Expansió
El 2009 va obrir els 1340 m2 jardí del terrat, dissenyat pels arquitectes Jensen en col·laboració amb Conger Moss Guillard Landscape Architecture. L'espai serveix com una galeria d'escultures d'interior/exterior i es connecta al cinquè pis les galeries del museu per un pont envidrat.
El SFMOMA plans d'obrir una zona ala el 2016. El juliol de 2010 el museu seleccionà l'estudi d'arquitectura noruec Snøhetta per al disseny de l'ampliació, que triplicarà la mida de les galeries

## Fons
El Museum of Modern Art és el dipositari d'art modern i contemporani, al mateix temps que serveix de suport per l'escena artística local. Entre el seu fons crea per milers d'artistes nord-americans, enlluerna l'escola expressionista abstracta nordamaerica, l'art californià i els artistes de la badia de San Francisco. En la col·lecció internacional, sobresurten els espais dedicats a la pintura mexicana, al fauvisme i a l'expressionisme alemany.

## Alguns autors
Els fons permanents del museu estan formats per unes 6000 pintures, escultures i obres en paper que reuneixen als principals artistes i escoles europees, nord-americanes i sud-americanes del segle xx.
La pintura i l'escultura de 1900 a 1960 s'exposen a les sales de la segona planta, mentre que la pintura i escultura posteriors a aquestes dates es troben a la cinquena planta. L'expressionisme abstracte nord-americà está ben representat amb Philip Guston, Willem de Kooning, Franz Kline, Joan Mitchell i Jackson Pollock i el seu Guardians del secret, una obra mestra d'aquest estil. Altres galeries estan dedicades a les pintures de Clyfford Still, que a mitjans del segle xx va treballar a la facultat de l'Escola de Belles Arts de Califòrnia, avui convertida en el San Francisco Arts Institute. Clyfford Still donà 28 pintures al museu el 1975. Altres artistes importants nord-americans i llatins presents al museu, figuren Stuart Davis, Marsden Hartley, Frida Kahlo, Wilfredo Lam, Georgia O'Keeffe, Rufino Tamayo i Joaquim Torres i García. Una de les peces més singulars del museu és El Portador de Flors, un oli de 1935 realitzat per l'artista mexicà Diego Rivera.
En una altra secció es troben obres Jasper Johns i Andy Warhol. A nivell europeu trobem obres d'artistes tan reconeguts com Max Beckman, Salvatore Garau, Georges Braque, André Derain i Pablo Picasso. Els quadres de Paul Klee, d'origen suís, i de Henri Matisse, el famós pintor representant del fauvisme, tenen unes sales dedicades exclusivament per a ells. Una de les obre més famoses del museu és Femme au chapeau de Matisse.

## Galeria

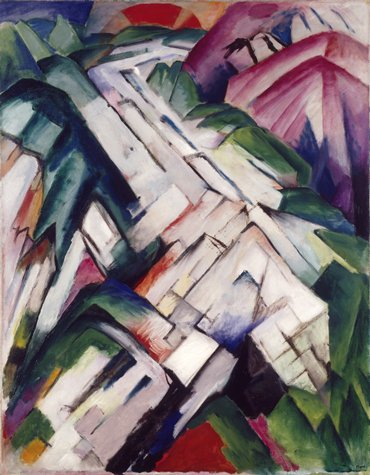
Franz Marc. Gebirge (Muntanyes), 1911-1912
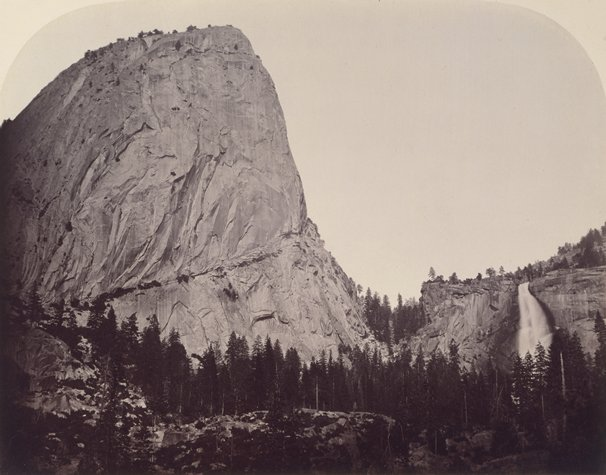
Carleton E. Watkins. Mt. Broderick, Nevada Fall, 700 ft., Yo Semite, 1861
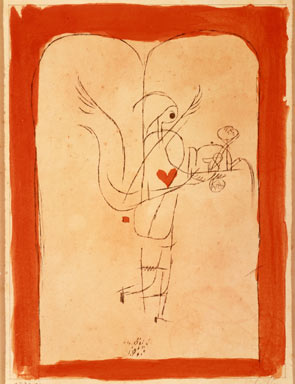
Paul Klee. A Spirit Serves a Small Breakfast, Angel Brings the Desired, 1920